# Behlow

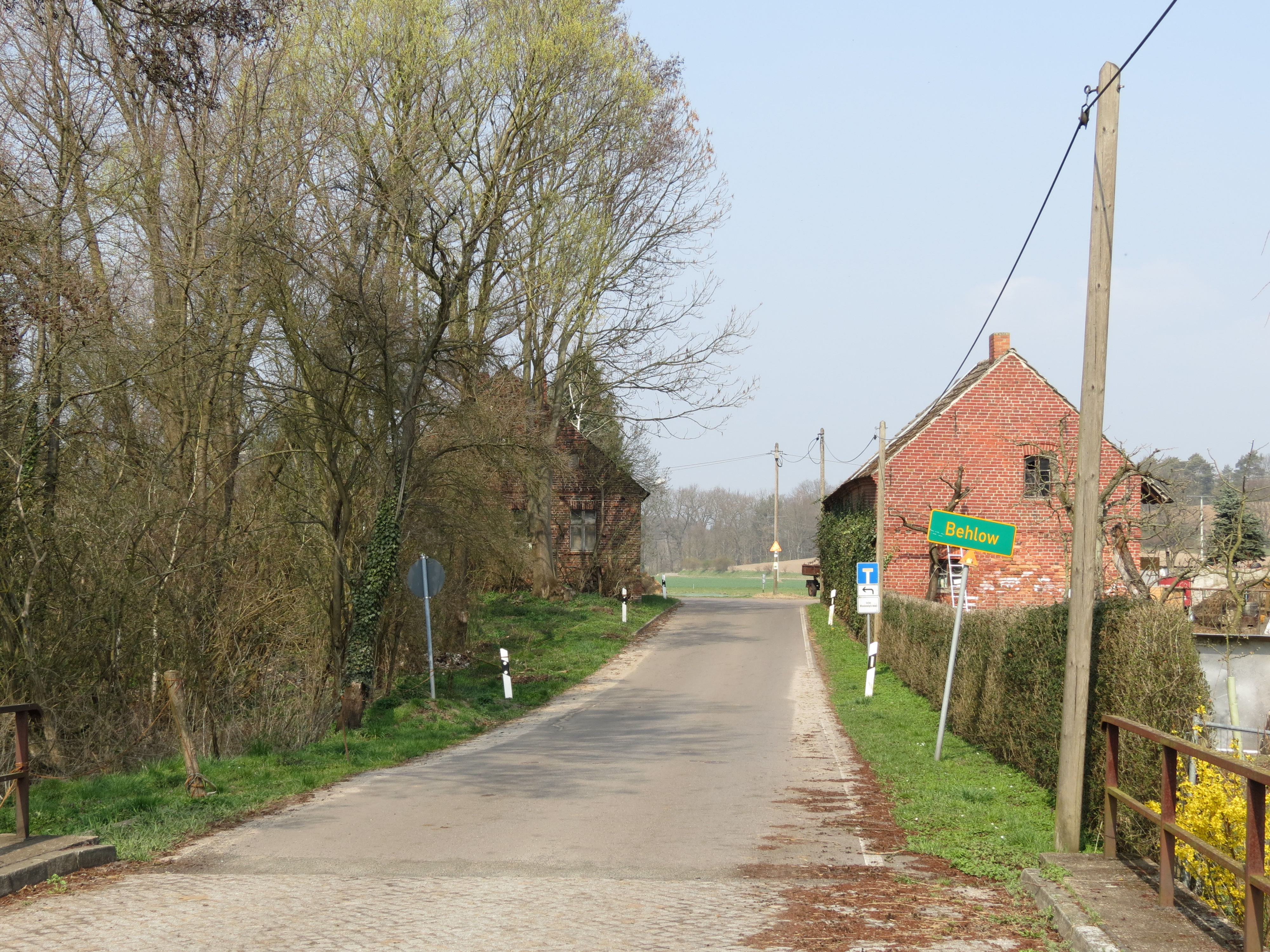
Behlow, Ortseingangsschild bei der Brücke über das Lieberoser Mühlenfließ

Behlow (niedersorbisch Bělow) ist ein bewohnter Gemeindeteil der amtsangehörigen Stadt Lieberose im Landkreis Dahme-Spreewald (Brandenburg). Der Ort gehörte vom späten Mittelalter bis ins 19. Jahrhundert zur Herrschaft Lieberose, ab dem 17. Jahrhundert Standesherrschaft Lieberose genannt. Behlow wurde bereits 1921 in die Stadt Lieberose eingemeindet. Die Stadt Lieberose wird vom Amt Lieberose/Oberspreewald verwaltet.

## Geographische Lage
Behlow liegt nordwestlich der Kernstadt Lieberose. Nördlich von Behlow liegt der Wohnplatz Damme, südwestlich der Wohnplatz Stockshof. Südlich des Ortskerns fließt das Lieberose Mühlenfließ vorbei. Der Ort ist nur über eine kleine innerörtliche Straße von Lieberose zu erreichen; die Straße endet im Ort. Die Gemarkung umfasste 1900 145 ha.
Etwa 500 m westsüdwestlich von Behlow liegt das „Alte Schloss“, auch „Alter Schlossberg“ oder „Lieberoser Burgwall“ genannt, ein bronzezeitlicher und slawischer Ringwall.

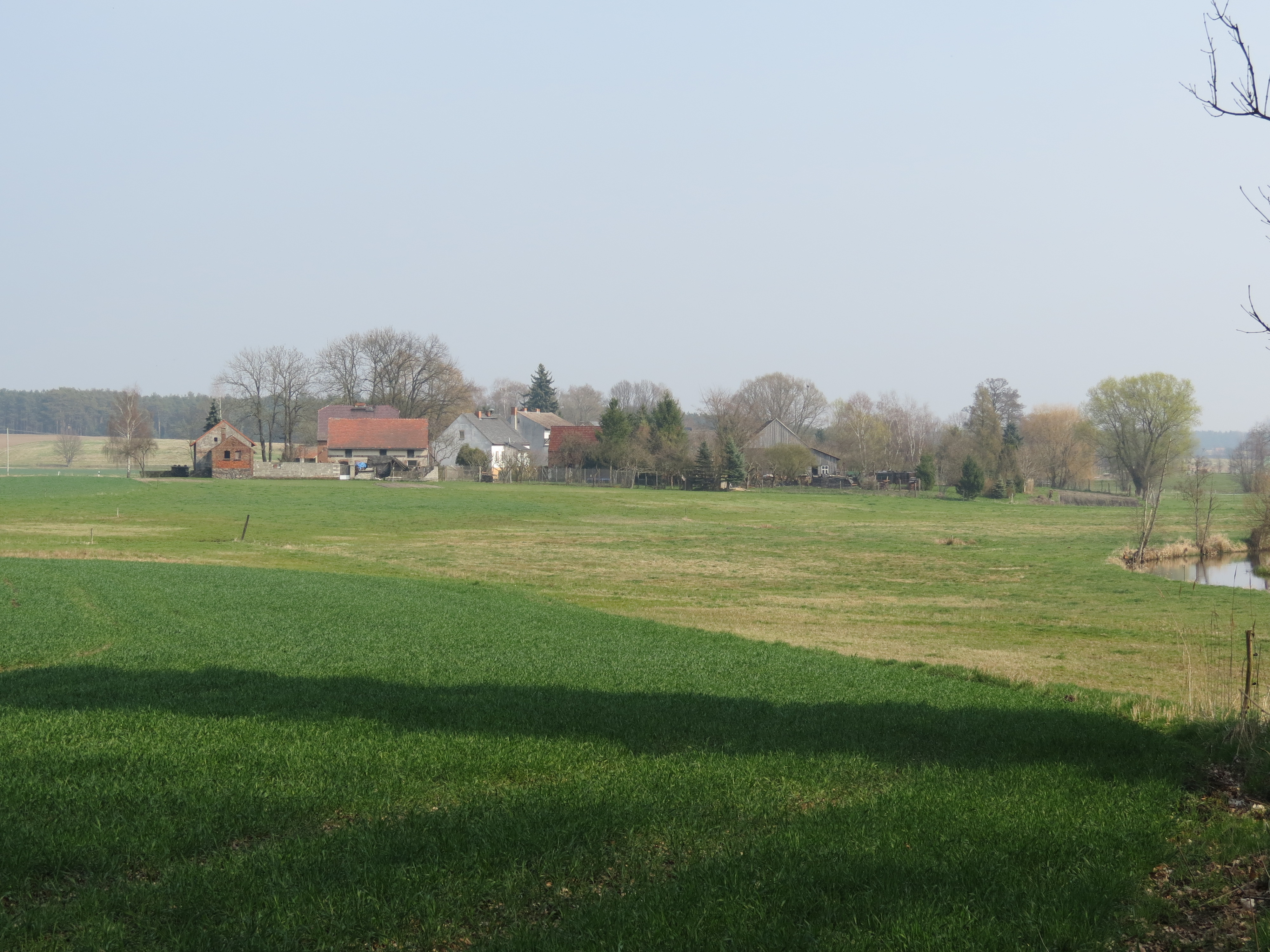
Behlow von Westen, Standpunkt unterhalb des sog. Schlossberges, eines bronzezeitlichen slawischen Ringwalles

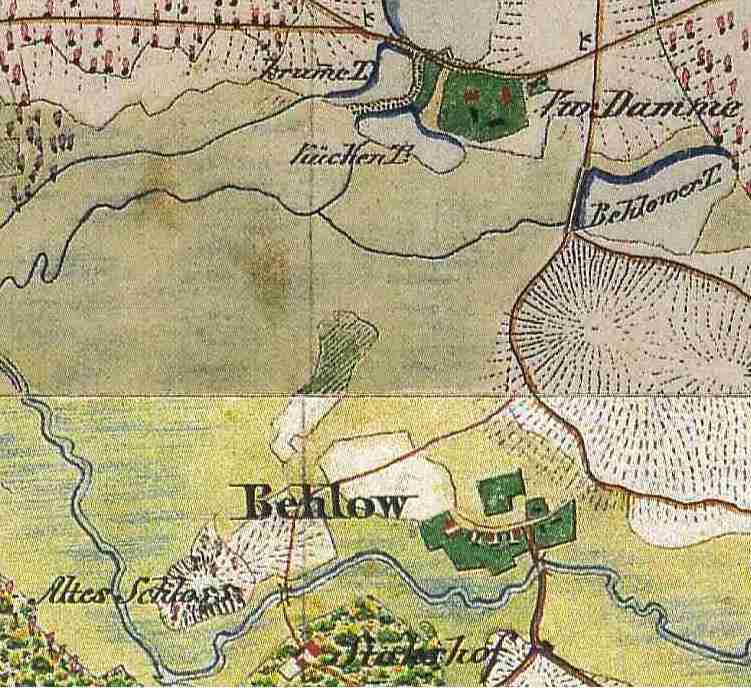
Behlow (1846), Ausschnitte aus den Urmesstischblättern Trebatsch 3951 und 4051 Lieberose (kombiniert). Westlich Behlow: „Altes Schloss“

| Jahr | Einwohner |
| ---- | --------- |
| 1818 | 47        |
| 1846 | 63        |
| 1871 | 59        |
| 1900 | 35        |

## Geschichte
Behlow wurde bereits 1302 als Below erstmals urkundlich genannt. Der Name ist sorbischen Ursprungs und als Siedlung eines Bel- zu interpretieren. 1708 wohnten sieben Kossäten im Dorf. Das Dorf war insgesamt eine Art Vorwerk, d. h. das Land der Gemarkung gehörte fast ausschließlich der Herrschaft. 1718 war das Dorf auf 525 fl Schatzung taxiert. Bei der Inspektion der Sternbergschen Lehen durch den Sternbergschen Beamten Chr. W. Reinisch im Jahr 1774 wird erwähnt, dass es nördlich und südlich des Flusses Weinberge gab. Das Dorf besaß den großen Behlowschen Teich und fünf kleinere Teiche. Der südliche Weinberg lag am Eichberg, bei dem in der Schmettauschen Karte von 1767/87 ein Winzerhaus verzeichnet ist. Der Weinberg nördlich des Dorfes lag am Hügel unmittelbar nordöstlich des Dorfkerns. Der große Behlowische Teich ist der heutige Dammer Teich nördlich des Dorfes, und nördlich des Wohnplatzes Damme. 1795 kam ein Freihäusler zu den sieben Kossäten hinzu. 1818 gab es 8 Feuerstellen im Dorf, und 47 Einwohner. 1846 gab es in Behlow 8 Häuser, in denen 63 Menschen wohnten. 1864 gab es weiterhin nur 8 Häuser in Behlow, in denen 65 Einwohner lebten.

### Politische Zugehörigkeit
Der Ort gehörte vom Mittelalter bis in die Mitte des 19. Jahrhunderts zur niederlausitzischen Herrschaft Lieberose, ab 17. Jahrhundert Standesherrschaft Lieberose genannt. Sie lag im Krummspreeischen Kreis, der nach dem Übergang an Preußen 1815 in Kreis Lübben umbenannt wurde. In der Kreisreform von 1952, in der der Kreis Lübben neu zugeschnitten und verkleinert wurde, kam die Stadt Lieberose zum neu geschaffenen Kreis Beeskow. In der Kreisreform von 1993 im Land Brandenburg wurden die Kreise Königs Wusterhausen, Lübben und Luckau zum Landkreis Dahme-Spreewald vereinigt. Dagegen ging der Kreis Beeskow im Landkreis Oder-Spree auf. Die Stadt Lieberose mit Behlow wurde jedoch dem neuen Landkreis Dahme-Spreewald zugewiesen.
1921 wurde Behlow in die Stadt Lieberose eingemeindet. 1992 schloss sich die Stadt Lieberose mit 14 kleineren Gemeinden zum Amt Lieberose zusammen, das 2003 mit dem Amt Oberspreewald zum Amt Lieberose/Oberspreewald fusionierte. Behlow ist heute lediglich noch ein Gemeindeteil der Stadt Lieberose und damit ohne eigenen Ortsbeirat und Ortsvorsteher.

### Kirchliche Verhältnisse
Behlow war zur wendischen oder Landkirche in Lieberose eingepfarrt.

## Naturschutz
Von Nordosten im Gegenuhrzeigersinn um Behlow herum bis südlich von Behlow liegt das Naturschutzgebiet Stockshof-Behlower Wiesen. Unmittelbar nördlich an dieses anschließend liegt das Naturschutzgebiet Dammer Moor.

## Belege